# Józef Pazdur

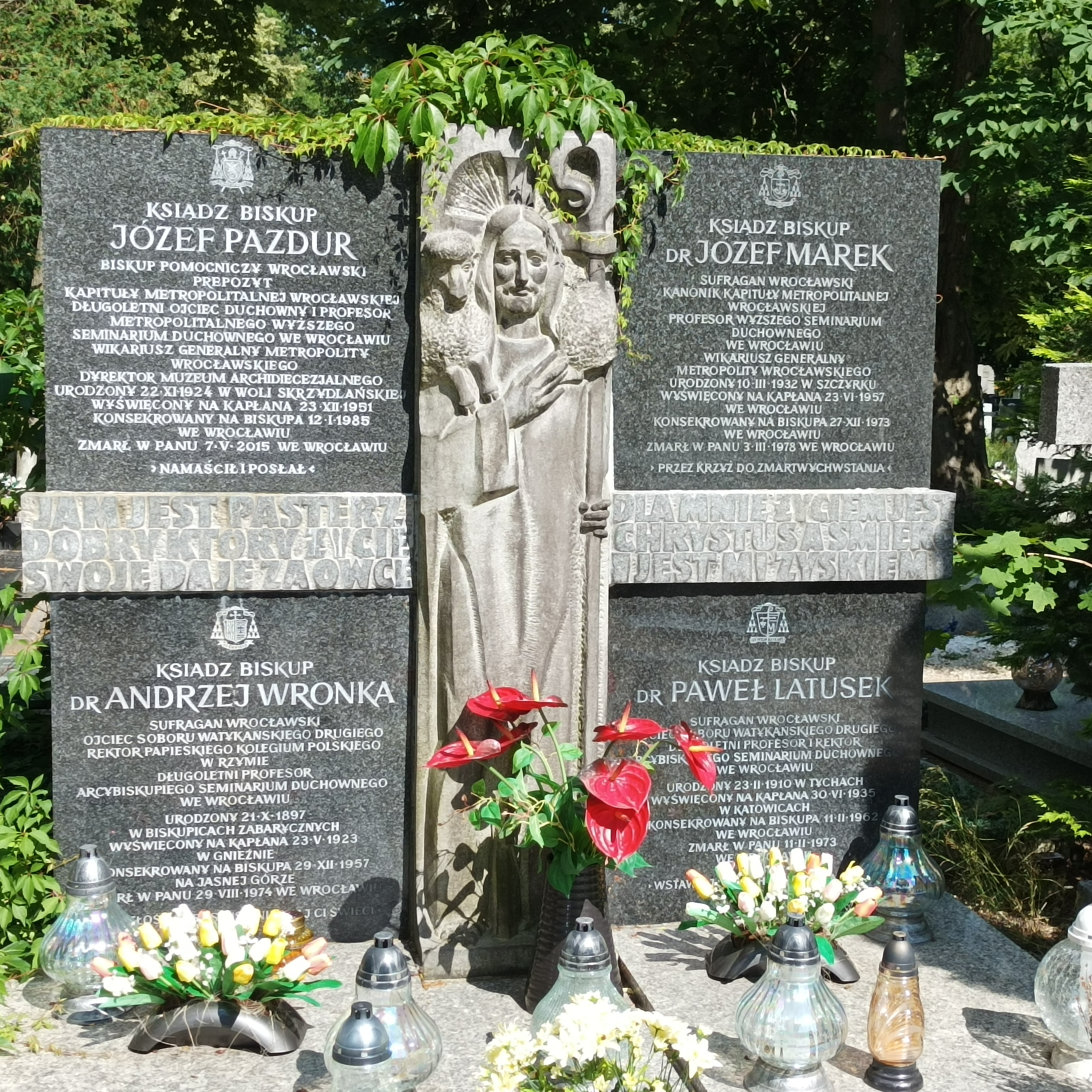
Grób biskupów pomocniczych wrocławskich na cmentarzu św. Wawrzyńca we Wrocławiu

Józef Pazdur (ur. 22 listopada 1924 w Woli Skrzydlańskiej, zm. 7 maja 2015 we Wrocławiu) – polski duchowny rzymskokatolicki, biskup pomocniczy wrocławski w latach 1985–2000, od 2000 biskup pomocniczy senior archidiecezji wrocławskiej.

## Życiorys
Urodził się 22 listopada 1924 w Woli Skrzydlańskiej. Od 1927 do 1934 dorastał we Francji, dokąd wyemigrowali jego rodzice. W latach 1937–1939 ukończył dwie klasy w I Gimnazjum im. Jana Długosza w Nowym Sączu. Podczas wojny kształcił się w Górskiej Szkole Rolniczej w Łososinie Górnej (1940–1942) oraz na tajnych kompletach gimnazjalnych, gdzie ukończył 3 i 4 klasę i uzyskał konspiracyjną małą maturę (1942–1944), następnie pomagał w pracach w rodzinnym gospodarstwie rolnym. W latach 1945–1946 uczył się w Gimnazjum i Liceum Ojców Cystersów w Szczyrzycu, uzyskując w 1946 świadectwo dojrzałości. W międzyczasie był nauczycielem w Gminnej Szkole Rolniczej w Słupi.
W 1946 podjął studia agronomiczne na Wydziale Rolnym Uniwersytetu Wrocławskiego i Politechniki Wrocławskiej. W latach 1947–1952 odbył studia filozoficzno-teologiczne w Metropolitalnym Wyższym Seminarium Duchownym we Wrocławiu. Święcenia subdiakonatu otrzymał przez posługę arcybiskupa metropolity poznańskiego Walentego Dymka, natomiast na diakona wyświęcił go 3 czerwca 1950 biskup pomocniczy kielecki Franciszek Sonik. Święceń prezbiteratu udzielił mu 23 grudnia 1951 w archikatedrze św. Jana Chrzciciela we Wrocławiu prymas Polski Stefan Wyszyński. Studiował teologię życia wewnętrznego na Akademii Teologii Katolickiej w Warszawie. Dalsze studia odbywał od 1959 w Rzymie, w Instytucie Życia Wewnętrznego przy Papieskim Uniwersytecie Gregoriańskim i w Papieskim Instytucie Duchowości Teresianum. W 1965 na Papieskim Uniwersytecie Gregoriańskim otrzymał licencjat z teologii dogmatycznej.
Pracował jako wikariusz w parafiach św. Jana Ewangelisty w Oleśnicy (1952) i  św. Józefa w Świdnicy (1971–1972). W latach 1972–1974 był proboszczem parafii Niepokalanego Poczęcia Najświętszej Maryi Panny w Chojnowie. W latach 1952–1953 administrował majątkami kościelnymi w Trestnej i Wojszycach. Od 1953 do 1956 pełnił funkcję wychowawcy Scholi Cantorum przy archikatedrze wrocławskiej. Był także katechetą w szkole muzycznej we Wrocławiu. W 1971 otrzymał godność kapelana honorowego Jego Świątobliwości.
W latach 1955–1956 był pomocnikiem ojca duchownego, a w latach 1965–1971 i 1974–1985 ojcem duchownym we wrocławskim seminarium duchownym. Podjął w nim wykłady z teologii życia wewnętrznego. Na Papieskim Wydziale Teologicznym we Wrocławiu został mianowany starszym wykładowcą i również objął wykłady z teologii życia wewnętrznego.
18 grudnia 1984 decyzją papieża Jana Pawła II został prekonizowany biskupem pomocniczym archidiecezji wrocławskiej ze stolicą tytularną Ulcinium. Święcenia biskupie otrzymał 12 stycznia 1985 w archikatedrze św. Jana Chrzciciela we Wrocławiu. Udzielił mu ich Henryk Gulbinowicz, arcybiskup metropolita wrocławski, któremu asystowali Jerzy Ablewicz, biskup diecezjalny tarnowski, i Tadeusz Rybak, biskup pomocniczy wrocławski. Jako zawołanie biskupie przyjął słowa z Listu św. Pawła do Galatów: „Unxit et misit” (Namaścił i posłał). Objął urząd wikariusza generalnego archidiecezji. W kurii metropolitalnej został opiekunem Duszpasterstwa Duszpasterzy i przewodniczącym Referatu ds. Życia Konsekrowanego. Wszedł w skład Rady Kapłańskiej i Kolegium Konsultorów. W 1985 zostały mu powierzone obowiązki dyrektora Archiwum Archidiecezjalnego, Biblioteki Kapitulnej i Muzeum Archidiecezjalnego. Został mianowany kanonikiem gremialnym wrocławskiej kapituły archikatedralnej, w której w latach 1992–2000 pełnił funkcję prepozyta. 16 listopada 2000 Jan Paweł II przyjął jego rezygnację z obowiązków biskupa pomocniczego archidiecezji wrocławskiej.
W ramach prac Episkopatu Polski został członkiem Komisji ds. Duchowieństwa i Komisji ds. Duszpasterstwa Ludzi Pracy. Wszedł w skład Zarządu Towarzystwa Pomocy im. Brata Alberta. W latach 1997–2003 przez dwie kadencje był prezydentem Dortmundzko-Wrocławskiej Fundacji Partnerstwa Międzyparafialnego im. św. Jadwigi Śląskiej, po czym objął funkcję honorowego prezydenta fundacji. Ufundował i wzniósł sanktuarium Matki Bożej Dobrej Rady i Mądrości Serca w Sulistrowiczkach.
Był współkonsekratorem podczas sakry biskupa pomocniczego wrocławskiego Jana Tyrawy (1988) i biskupa diecezjalnego świdnickiego Ignacego Deca (2004).
Zmarł 7 maja 2015 we Wrocławiu. Pochowany został 11 maja 2015 w grobowcu biskupów wrocławskich na cmentarzu św. Wawrzyńca we Wrocławiu.

## Wyróżnienia
Przyznano mu honorowe obywatelstwo Chojnowa (1997) i Sobótki (2006).